# Buenos Aires Retiro
Buenos Aires Reteiro (hiszp: Estación Retiro) – stacja kolejowa w Buenos Aires, w Argentynie. Jest największą stacją kolejową w kraju. Stacja posiada 9 peronów. Znajduje się w dzielnicy Retiro, naprzeciwko Plaza General San Martín.
Jest jedną z najruchliwszych argentyńskich stacji kolejowych i węzłem dla trzech linii: Mitre, Belgrano i San Martin. Tuż obok znajduje się dworzec autobusowy Retiro (Terminal de Omnibus), główny dalekobieżny dworzec autobusowy w Buenos Aires. Cały kompleks dworcowy jest dostępny również przez metro linii C oraz wiele lokalnych linii autobusowych.